# Trafostanice v Nedvězí
Trafostanice v Nedvězí je samostatně stojící drobnou věžovou stavbou z první poloviny 20. let 20. století. Trafostanice náležela k síti Elektrárenského svazu středočeských okresů se sídlem v Praze.

## Historie
Transformátorová stanice v Nedvězí byla vybudována začátkem dvacátých let 20. století Elektrárenským svazem okresů středočeských s.r.o., na základě elektrizačního zákona 438/1919 Sb. Ten definoval elektrárenský svaz jako „všeužitečný podnik pro výrobu nebo dodávku elektřiny pro všeobecnou potřebu, náležející státu nebo zemi korporacím místní samosprávy nebo smíšeným společnostem, ve kterých jsou veřejné korporace zúčastněny alespoň 60 % kapitálu, jestliže slouží soustavné elektrizaci. Takový podnik mohlo ministerstvo prohlásit za podnik všeužitečný, nahrazovalo koncesi k živnostenskému provozování výroby a rozvodu elektřiny. Všeužitečnému podniku zákon zajišťoval finanční výhody. Mohlo mu být uděleno právo vydat v určité sumě dlužní úpisy. Ministerstvo financí mohlo všeužitečnému elektrickému podniku dočasně propůjčit výhodu, že částky sloužící k zúrokování zápůjček zajištěných hypotékou nebo uzavřených na prioritní obligace či jiné dlužní úpisy se nezahrnovaly do základu pro zdanění.“
Rozhodnutím ze dne 22. prosince 1922 povolila zemská politická správa v Praze stavbu elektrovodu z Herinku přes Říčany do Uhříněvsi. Dalším rozhodnutím ze 17. června 1924 bylo uděleno povolení ke stavbě odbočky a sekundární sítě pro školní závod vysoké školy zemědělské a lesnické při ČVUT z Uhříněvsi do Netluk. Rozhodnutím ze dne 10. února 1925 udělila zemská správa povolení k výstavbě odbočky do Říčan a Radošovic. Na žádost Elektrárenského svazu okresů středočeských s.r.o., byl v březnu 1925 celý elektrovod kolaudován se zjištěním, že během stavby došlo k drobným změnám, zejména v místech lomení trasy. Zároveň bylo zjištěno, že bez předchozího povolení byla vystavěna odbočka do Dobřejovic. Obec Nedvězí byla první z venkovských obcí říčanského okresu, která se rozhodla pro stavbu sekundární sítě a poskytla obyvatelům možnost čerpat výhod elektrické energie. Učinila tak nejen na povzbuzování vyšších orgánů, ale také za účelem propagace myšlenky elektrizace mezi dalšími venkovskými obcemi. 
Rozpočet objemu stavebního materiálu trafostanice sestavil v Říčanech 27. května 1923 Josef Větrovec. Elektrovýzbroj transformátorové stanice zajistil elektrárenský svaz samostatně dle svých regulí. Sekundární linku s transformátorem a domovními přípojkami v obci provedla firma Hec a Richter za dozoru elektrárenského svazu. Svaz v dopise obecní radě z 3. července 1923 určil rozpočet bez domovních přípojek a zařízení staveniště na 11 421 Kč. Konečné náklady na výstavbu sekundární linky s transformátorem činily dle obecní rady 107 000 Kč, z čehož bylo 19 000 Kč uhrazeno z obecních přebytků a 88 000 Kč půjčkou u Okresní hospodářské záložny v Říčanech – dvě půjčky po 23 000 a 65 000 splatné v deseti letech.
V listopadu 1924 podala obec žádost na Ministerstvo zemědělství o poskytnutí mimořádné finanční podpory na stavbu místního elektrovodného zařízení. Obecní úřad ji odůvodnil vysokými náklady, které zemědělskou obec s 307 obyvateli nepřiměřeně zatížily. Ministerstvo v červnu 1926 žádosti vyhovělo a poskytlo příspěvek 14 000 Kč, rozdělený do dvou splátek. Částka měla být použita na splacení peněžních závazků vzniklých elektrifikací obce.
Dle dekretu prezidenta republiky ze dne 24. října 1945, č. 100 Sb., o znárodnění dolů a některých průmyslových podniků ve znění zákona č. 114 Sb., ze dne 28. dubna 1948 byl Elektrický podnik Nedvězí, tvořící rozvodnou sekundární síť a všechny nemovitosti s ní související znárodněn a včleněn do Středočeských elektráren, národního podniku.
Provoz trafostanice TS 4041 byl ukončen 17. června 1997. V březnu 2009 byla bývalá trafostanice na návrh Národního památkového ústavu, územního odborného pracoviště Praha, prohlášena kulturní památkou. Vlastníkem objektu je hlavní město Praha, správcem městská část Praha-Nedvězí. Účastníci řízení nevyužili možnosti vyjádřit se k návrhu na prohlášení památkou, Magistrát hl. m. Prahy jako orgán památkové péče návrh podpořil. Na jaře 2021 proběhla rekonstrukce a obnova stavby, spojená s dostavbou požárem zničené střechy.

## Popis
Jednostrojová trafostanice transformačního poměru 22 kV/0,4 kV je věžový objekt stojící dle zaměření na mírně lichoběžníkovém obdélném půdoryse na břehu Rokytky před domem čp. 10. V dobovém typizovaném plánu je trafostanice označena zkratkou T2.
Kamenná podezdívka z kyklopského zdiva je zakončena pásem cihel. Jihozápadní strana soklu je prolomena obdélnou ocelovou mříží. Na soklu je vystavěna zděná věž trafostanice z tvrdých pálených režných lícových cihel. Střecha je polovalbová, krytá eternitovými šablonami. V přízemí severovýchodního průčelí jsou na střední ose původní jednokřídlé železné dveře, v boční severozápadní stěně jsou nad soklem novodobá jednokřídlá obslužná dvířka. Ta jsou oproti původním mírně zvětšena, o čemž svědčí osekaný pás cihel na soklu. V horní partii obíhá trafostanici jednoduše ornamentovaná římsa z cihel s motivem konzolek. V hlavním průčelí je nad římsou obdélné prosvětlovací okénko, v opačné jihovýchodní stěně trojdílné okénko pro průchod vysokého napětí. Všechny otvory jsou završeny rovnou cihlovou klenbou.
Z originálního zařízení elektroinstalací se  na severozápadní a jihovýchodní stěně pod úrovní římsy zachovaly ocelové ohýbané konzoly na odcházející nízké napětí se zbytky keramických izolátorů, v jihozápadní stěně hlavní přívodní konzola pro vysoké napětí s částečně nepůvodními izolátory. 
Interiér trafostanice je železobetonovou deskou předělen na dvě podlaží spojená ocelovým žebříkem, strop je rákosový a celý interiér je omítnut. Z autentického vybavení jsou zachovány konzoly s keramickými izolátory, bakelitový vypínač a drobný detail v podobě štítku s pokyny první pomoci z období třicátých let 20. století.

## Památkové hodnocení
Obec Nedvězí byla na čele zavádění elektřiny ve venkovských obcích říčanského okresu. Trafostanice je tak dokladem přelomové etapy vývoje společnosti. Jde o příklad dobové úrovně stavitelství a přístupu k drobným technickým stavbám. Trafostanice je kulturní památkou jako připomínka elektrifikace Československa, ukázka typové stavby Elektrárenského svazu okresů středočeských i historie městské části Nedvězí.

## Galerie

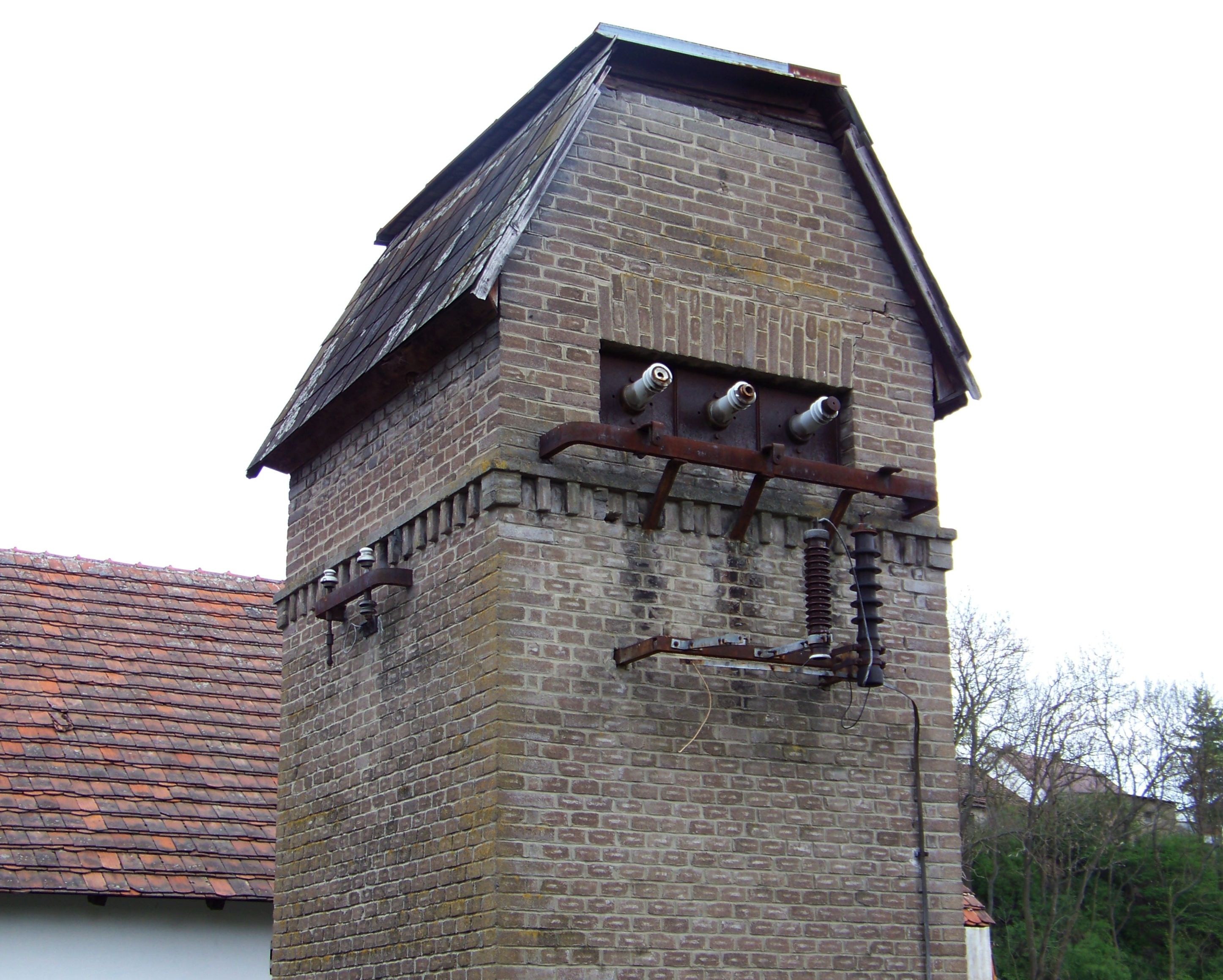
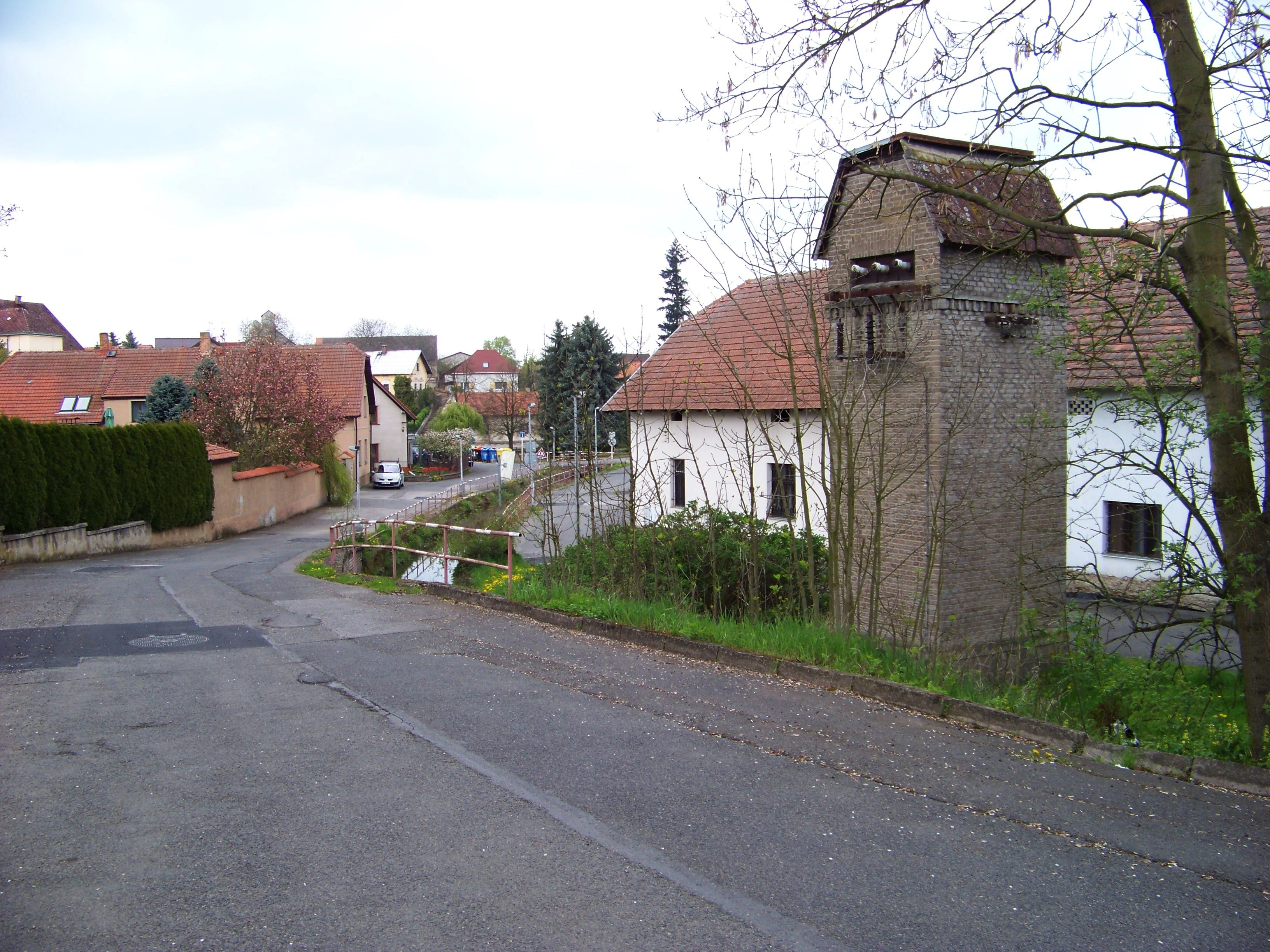
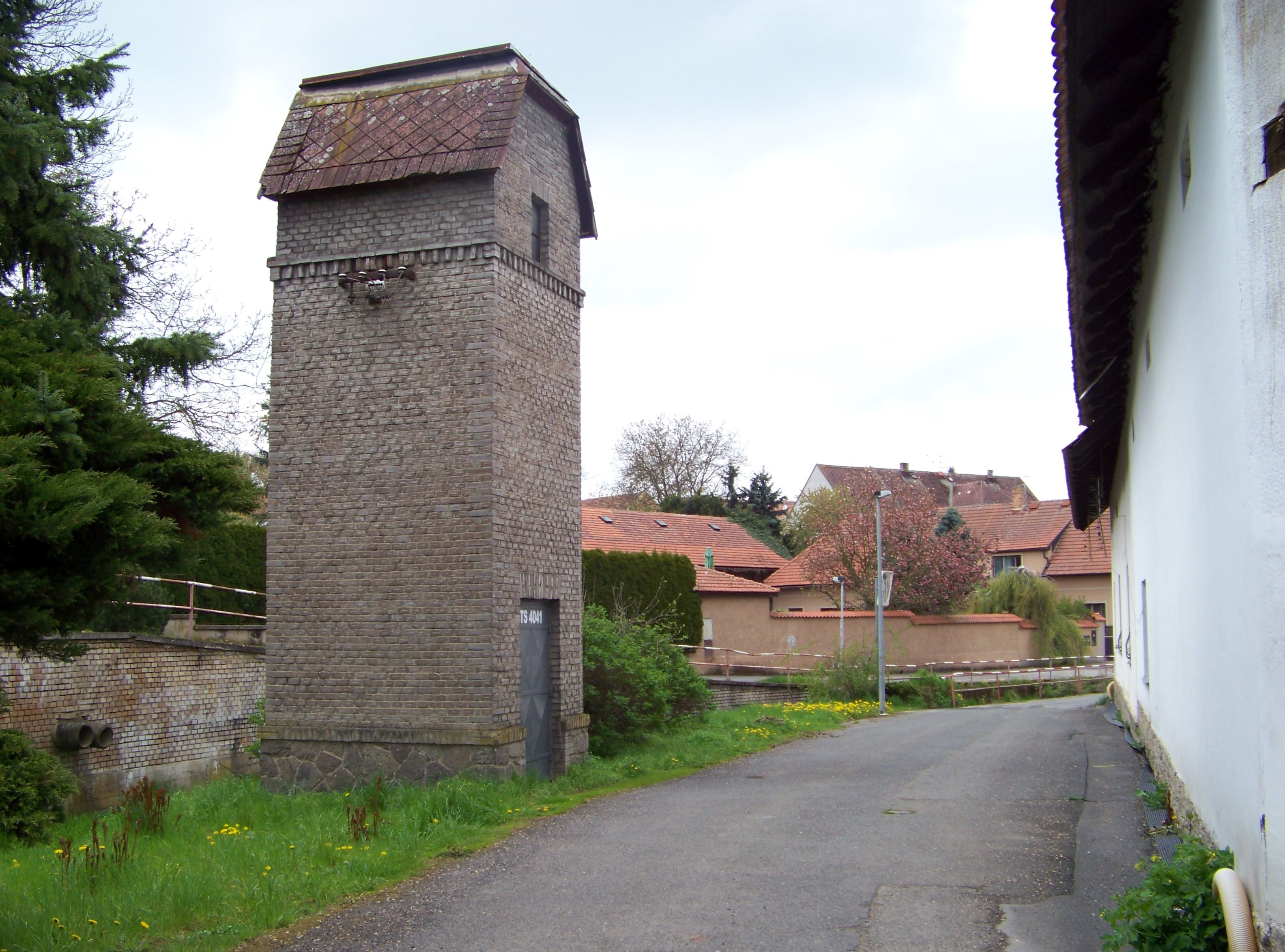
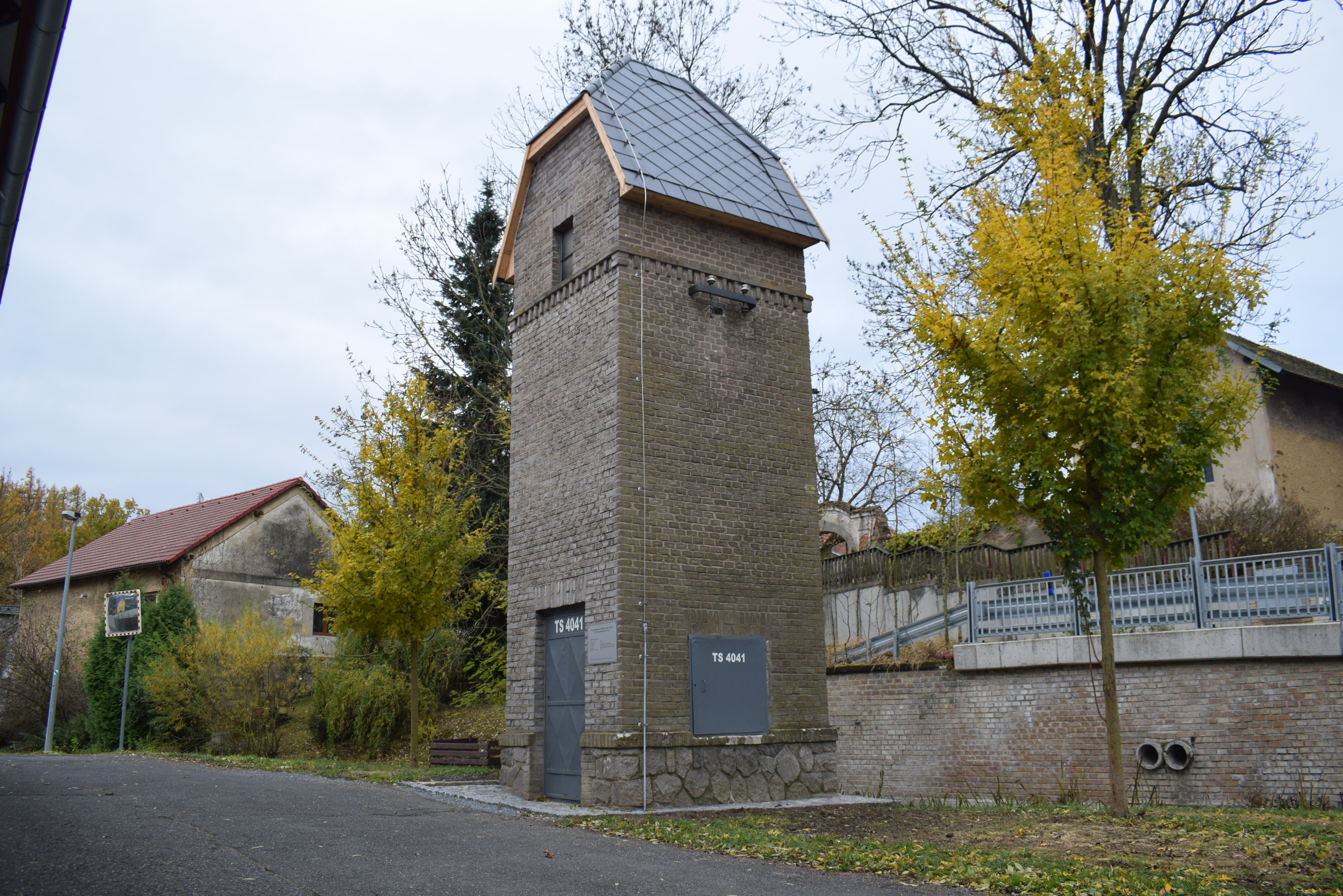